# Стоян Горчівкін
Стоян Горчівкін (болг. Стоян Митков Горчивкин) (17 квітня 1950, Варна) — болгарський дипломат. Генеральний консул Республіки Болгарія в Одесі, Україна (2011-2015). Доктор економічних наук.

## Життєпис
Народився 17 квітня 1950 року у Варні. У 1975 році закінчив Будапештський економічний університет (Угорщина) за спеціальністю міжнародні відносини, 1984 року — Дипломатичну академію в Москві, 1997 року — Центр стратегічних досліджень Джорджа Маршалла в Гарміш-Партенкірхені. У 2001 році спеціалізувався на англійській мові в Канаді. Доктор економічних наук. Володіє російською, угорською, німецькою та англійською мовами.
Його життєвий шлях повністю пов'язаний з Міністерством закордонних справ Болгарії: піднявся кар'єрними сходами від перекладача в посольстві в Будапешті до заступника Генерального інспектора закордонних справ.
У 2011—2015 рр. — Генеральний консул Республіки Болгарія в Одесі, Україна